# Makthaverskan
Makthaverskan — шведський постпанк-гурт, сформований 2008 року в Гетеборзі, Швеція. Популярність отримав після випуску в 2013 році другого студійного альбому Makthaverskan II, на який звернули увагу деякі популярні американські музичні видання.

## Історія

### 2008—2012
Makthaverskan був сформований 2008 року Х'юго Рандульвом (гітара) та Андреасом Веттмарком (ударні), після того як розпався їхній улюблений гурт Broder Daniel, «тривожний» дух якого вони хотіли зберегти. Пізніше до хлопців приєдналися шкільні приятельки Майя Мільнер (вокал) та Ірма Крок (бас-гітара). Учасників гурту, які на той момент були підлітками, з'єднала нелюбов до «вишуканої» шведської музики та бажання переосмислити її звучання, додавши до нього трішки агресії.
Назва Makthaverskan, за словами вокалістки Майї Мільнер, не має реального значення: «Назва гурту прийшла до нас від друга Х'юго, який її придумав, а ми вирішили, що це звучить круто, й назвали себе так. Її значення, насправді, важно передати англійською, але це жіноча форма того, хто має багато могутності. „Makthavare“ — чоловіча форма, а „makthaverskan“ — жіноча».
Незважаючи на те, що членам гурту на час його створення було усього по 15 і 17 років, вони регулярно давали концерти в клубах для дорослих. 2009 року Makthaverskan вже мала свій демоальбом, а трохи пізніше уклала контракт з лейблом Luxury, на якому й випустила дебютний альбом Makthaverskan у листопаді того ж року. Зустріли його в цілому позитивно, і вже 2010 року гурт дав декілька великих концертів, у тому числі на фестивалях Emmabodafestivalen, Arvikafestivalen і Storsjöyran. 2011-го Makthaverskan випустив перший сингл «Antabus». Після закінчення школи Майя переїхала у Берлін, через що у 2011 та 2012 роках бачилася і співала з гуртом усього декілька разів — заради концертів. 

### 2013 — дотепер
2013 року репетиції почали проходити частіше, і вже в березні Makthaverskan разом із новим гітаристом Густавом Андерссоном випускає другий альбом Makthaverskan II — як на шведському лейблі Luxury, так і на американському Run for Cover Records. Платівка не лишилася непоміченою у США, і 2014 року відомий електронний журнал Pitchfork писав про гурт шість разів. У липні Makthaverskan выпустив сингл «Something More» з нового альбому.
Третій сингл гурту «Witness», який він випустив у липні 2015-го, був відмічений Pitchfork як найкращий новий трек і занесений Billboard у список «Найкращих рок- і альтернативних пісень року». Навесні того ж року Makthaverskan вирушив у турне Північною Америкою, проте через проблеми із візами було скасовано декілька ранніх запланованих концертів. Восени гурт вирушив у повторне друге турне.

## Склад
- Майя Мільнер (швед.Maja Milner) — вокал (2008 — нині)
- Х'юго Рандульв (швед.Hugo Randulv) — бас-гітара (2008 — нині)
- Ірма Крок (швед.Irma Krook) — бас-гітара (2008 — нині)
- Густав Андерссон (швед.Gustav Andersson) — гітара (2012 — нині)
- Андреас Веттмарк (швед.Andreas Wettmark) — ударні (2008 — нині)

## Дискографія

### Альбоми
- Makthaverskan (2009)
- Makthaverskan II (2013)

### Сингли
- «Antabus» (2011)
- «Something More» (2013)
- «Witness» (2015)

## Виноски
1. 1 2  Pelly, Jenn. (27 травня 2014). Rising: Makthaverskan (англ.). Pitchfork. Архів оригіналу за 14 січня 2016. Процитовано 5 січня 2016.
2. ↑  Soelter, Nikolas. (13 березня 2015). Sweden’s Makthaverskan bring their modern new-wave to SF (англ.). The Bay Bridged. Архів оригіналу за 11 березня 2016. Процитовано 5 січня 2016. [Архівовано 2016-03-11 у Wayback Machine.]
3. 1 2 3  Kaplan, Ilana. (7 липня 2014). Makthaverskan Want You to Embrace Your Youth and Try to Sleep with Young, Hot Guys (англ.). Vice. Архів оригіналу за 8 квітня 2016. Процитовано 5 січня 2016.
4. ↑  Spectra, TT. (3 листопада 2009). Det går fort för Makthaverskan (швед.). Svenska Dagbladet. Архів оригіналу за 27 січня 2016. Процитовано 5 січня 2016.
5. ↑  Makthaverskan — Makthaverskan (швед.). Kritiker.se. Архів оригіналу за 26 січня 2016. Процитовано 5 січня 2016.
6. ↑  Emmabodafestivalen Lineup 2010 (швед.). Emmabodafestivalen. 2010. Архів оригіналу за 25 січня 2016. Процитовано 5 січня 2016.
7. ↑  Arvikafestivalen 15-17 juli 2010 (швед.). Архів оригіналу за 21 червня 2010. Процитовано 5 січня 2016. [Архівовано 2010-06-21 у Archive.is]
8. ↑  Arvikafestivalen — Festivaler (швед.). Rockfoto. Архів оригіналу за 27 січня 2016. Процитовано 5 січня 2016.
9. ↑  Storsjöyran Lineup 2010 (швед.). Storsjöyran. Архів оригіналу за 21 червня 2010. Процитовано 5 січня 2016.
10. ↑  Storsjöyran — Festivaler (швед.). Rockfoto. Архів оригіналу за 27 січня 2016. Процитовано 5 січня 2016.
11. ↑  Makthaverskan – Antabus (англ.). Discogs. Архів оригіналу за 27 січня 2016. Процитовано 6 січня 2016.
12. ↑  Raun, Anki. (8 березня 2013). Makthaverskan redo igen: "Som att cykla" (швед.). Kvällstidningen Expressen. Архів оригіналу за 26 січня 2016. Процитовано 6 січня 2016.
13. ↑  Makthaverskan (англ.). South by Southwest. 21 березня 2015. Архів оригіналу за 6 січня 2016. Процитовано 6 січня 2016.
14. ↑  Makthaverskan – Something More (англ.). Discogs. Архів оригіналу за 27 січня 2016. Процитовано 6 січня 2016.
15. ↑  Minsker, Evan. (5 лютого 2015). Makthaverskan – "Witness" (англ.). Pitchfork. Архів оригіналу за 19 грудня 2015. Процитовано 6 січня 2016.
16. ↑  Payne, Chris. (22 грудня 2015). Billboard.com's 10 Best Rock and Alternative Songs of 2015: Critics' Picks (англ.). Billboard. Архів оригіналу за 6 січня 2016. Процитовано 6 січня 2016.
17. ↑  Makthaverskan made it to the US, playing BV SXSW & other shows this week, rescheduled NYC show (англ.). BrooklynVegan. 16 березня 2015. Архів оригіналу за 10 вересня 2015. Процитовано 6 січня 2016.
18. ↑  Makthaverskan & Lower announce North American tour dates (англ.). BrooklynVegan. 5 серпня 2015. Архів оригіналу за 11 грудня 2015. Процитовано 6 січня 2016.